# Kenji Isezaki

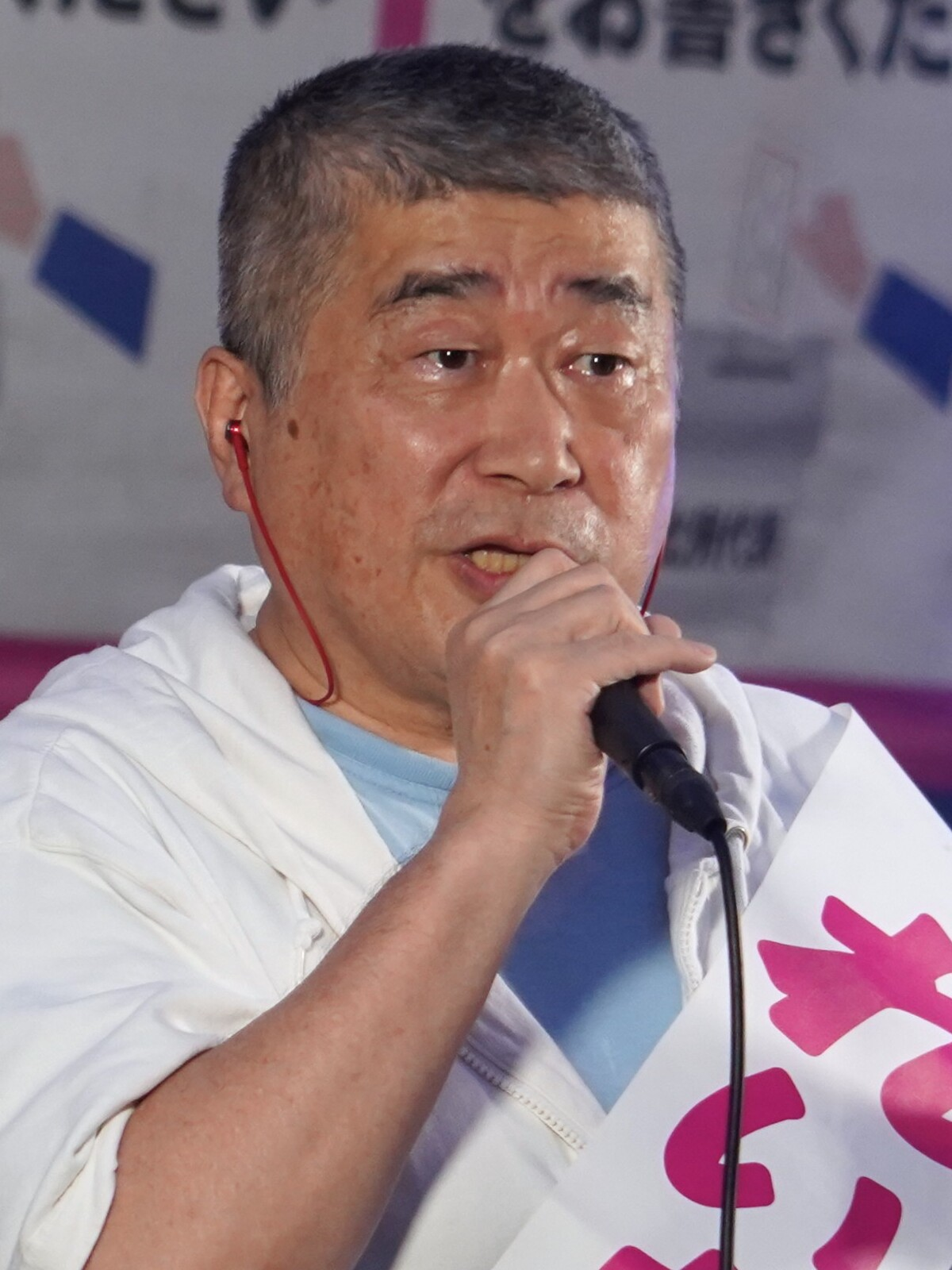
Kenji Isezaki (2025)

Kenji Isezaki (jap. 伊勢﨑 賢治, Isezaki Kenji; * 6. Juli 1957) ist ein japanischer Hochschullehrer, ehemaliger Entwicklungshelfer und Mitarbeiter Vereinten Nationen.

## Werdegang
Isezaki arbeitete als Entwicklungshelfer in Sierra Leone, kurz vor dem Ausbruch des Bürgerkrieges 1991, und blieb insgesamt zehn Jahre in dieser Funktion in Afrika. Von März 2000 bis Juni 2001 war er für die Vereinten Nationen in Osttimor als Administrator des Distrikts Cova Lima tätig. Danach kehrte er für die UNAMSIL nach Sierra Leone zurück und arbeitete in der Koordinierungsabteilung für DDR (disarmament, demobilization, and reintegration). Ebenfalls im Bereich DDR war Isezaki dann in Afghanistan tätig, als Sondergesandter der japanischen Regierung. Inzwischen ist er Professor für Friedens- und Konfliktforschung an der Diplomschule für Globale Studien der Tokyo University for Foreign Studies (TUFS) Isezaki Kenji und verfasste mehrere Bücher. Außerdem ist Isezaki Vizepräsident der Association of Aid and Relief Japan, der ältesten internationalen Nichtregierungsorganisation Japans.
Isezaki erhielt 1986 den Titel Master of Engineering von der Waseda-Universität.